# Strongylurus dunlopi
Strongylurus dunlopi is een keversoort uit de familie van de boktorren (Cerambycidae). De wetenschappelijke naam van de soort werd voor het eerst geldig gepubliceerd in 1972 door Elliott & McDonald.